# Luz y sombra (álbum)
Luz y Sombra es el tercer álbum de estudio del trio femenino pop Flans, lanzado al mercado por Fonovista Records el 19 de septiembre de 1987.
Con ésta, su tercera producción, lograron otra certificación más, ya que obtuvo un disco de platino. 
De esta grabación se desprenden los temas Las mil y una noches, Me he enamorado de un fan, Físico y Corre, corre.
Para ese año obtienen, por tercera vez consecutiva, el trofeo TVynovelas como mejor grupo juvenil del año, 
además de estar entre "Los 15 grandes de Siempre en domingo".

## Lista de canciones
| Luz y sombra (Edición en CD) |                             |                                                               |          |  |
| N.º                          | Título                      | Escritor(es)                                                  | Duración |  |
| 1.                           | «Cara o cruz»               | Pablo Pinilla                                                 | 4:23     |  |
| 2.                           | «Corre, corre»              | Mauricio Abaroa,Gabriela Aguirre                              | 3:14     |  |
| 3.                           | «No me olvides»             | Emilio Aragón, Rita Aragón                                    | 5:17     |  |
| 4.                           | «Sin ti»                    | Charlie Dore, Richard Kerr, Irma Hernández                    | 4:02     |  |
| 5.                           | «Físico»                    | Pablo Pinilla                                                 | 3:56     |  |
| 6.                           | «Me he enamorado de un fan» | Ignacio Cano                                                  | 4:13     |  |
| 7.                           | «No me quiero casar»        | Azali De La Mora, Áureo Baqueiro, Gabriela Aguirre, I Guevara | 3:27     |  |
| 8.                           | «Las mil y una noche»       | Pablo Pinilla                                                 | 4:38     |  |
| 9.                           | «Luz y sombra»              | Amparo Rubín                                                  | 3:30     |  |
| 10.                          | «Dame tiempo»               | Danny Shogger, Mildred Villafañe                              | 4:26     |  |

- Datos: Q5985044